# Mihovil Borovčić Kurir
Mihovil Borovčić Kurir (Spalato, 29 settembre 1896 – Spalato, 22 gennaio 1980) è stato un calciatore jugoslavo, di ruolo difensore.

## Carriera

### Nazionale
Il suo debutto con la nazionale jugoslava risale al 10 febbraio 1924 nell'incontro amichevole contro l'Austria. La sua seconda nonché ultima partita con la nazionale risale al 28 settembre dello stesso anno nella partita contro la Cecoslovacchia.

## Statistiche

### Cronologia presenze e reti in nazionale
| Cronologia completa delle presenze e delle reti in nazionale ― Jugoslavia | Cronologia completa delle presenze e delle reti in nazionale ― Jugoslavia | Cronologia completa delle presenze e delle reti in nazionale ― Jugoslavia | Cronologia completa delle presenze e delle reti in nazionale ― Jugoslavia | Cronologia completa delle presenze e delle reti in nazionale ― Jugoslavia | Cronologia completa delle presenze e delle reti in nazionale ― Jugoslavia | Cronologia completa delle presenze e delle reti in nazionale ― Jugoslavia | Cronologia completa delle presenze e delle reti in nazionale ― Jugoslavia |
| Data                                                                      | Città                                                                     | In casa                                                                   | Risultato                                                                 | Ospiti                                                                    | Competizione                                                              | Reti                                                                      | Note                                                                      |
| ------------------------------------------------------------------------- | ------------------------------------------------------------------------- | ------------------------------------------------------------------------- | ------------------------------------------------------------------------- | ------------------------------------------------------------------------- | ------------------------------------------------------------------------- | ------------------------------------------------------------------------- | ------------------------------------------------------------------------- |
| 10-2-1924                                                                 | Zagabria                                                                  | Jugoslavia                                                                | 1 – 4                                                                     | Austria                                                                   | Amichevole                                                                | -                                                                         |                                                                           |
| 28-9-1924                                                                 | Zagabria                                                                  | Jugoslavia                                                                | 0 – 2                                                                     | Cecoslovacchia                                                            | Amichevole                                                                | -                                                                         |                                                                           |
| Totale                                                                    |                                                                           | Presenze                                                                  | 2                                                                         |                                                                           | Reti                                                                      | 0                                                                         |                                                                           |

## Palmarès

### Club

#### Competizioni nazionali
- Campionato jugoslavo: 1

Hajduk Spalato: 1927